# Kübra Akman
Kübra Akman (İznik, 13 ottobre 1994) è una pallavolista turca, centrale dello Zeren.

## Carriera

### Club
La carriera di Kübra Akman inizia nel 2006, quando dodicenne entra a far parte del settore giovanile del Nilüfer, nel quale resta per quattro annate. Nella stagione 2010-11 inizia la carriera professionistica, venendo promossa in prima squadra ed esordendo in Voleybol 1. Ligi. Nel campionato 2013-14 approda al VakıfBank, club nel quale inizia una lunga militanza: conquista sei scudetti, cinque edizioni della Coppa di Turchia, quattro della supercoppa nazionale, quattro campionati mondiali per club e quattro Champions League.
Dopo un decennio in giallo-nero, nella stagione 2023-24 si trasferisce al Türk Hava Yolları, mentre nella stagione seguente difende i colori dello Zeren.

### Nazionale
Fa parte delle selezioni giovanili turche: con l'under 19 partecipa al campionato europeo 2010 e conquista nell'edizione seguente del torneo; con l'under 18 vince invece l'oro al campionato europeo 2011 e al campionato mondiale 2011; mentre con l'under 23 centra la medaglia d'argento al campionato mondiale 2015.
Fa il suo esordio in nazionale maggiore nel corso della European League 2012: nel medesimo torneo vince la medaglia d'oro nell'edizione 2014, venendo premiata come miglior giocatrice, seguita da un altro oro ai I Giochi europei. Vince poi un bronzo e un argento, rispettivamente al campionato europeo 2017 e 2019, mentre nel 2021 conquista la medaglia di bronzo alla Volleyball Nations League. In seguito mette al collo l'oro al campionato europeo 2023 e alla Coppa del Mondo 2023.

## Palmarès

### Club
- Campionato turco: 6

2013-14, 2015-16, 2017-18, 2018-19, 2020-21, 2021-22
- Coppa di Turchia: 5

2013-14, 2017-18, 2020-21, 2021-22, 2022-23
- Supercoppa turca: 4

2013, 2014, 2017, 2021
- Campionato mondiale per club: 4

2013, 2017, 2018, 2021
- Champions League: 4

2016-17, 2017-18, 2021-22, 2022-23

### Nazionale (competizioni minori)
- Campionato europeo under 18 2011
- Campionato mondiale under 18 2011
- Campionato europeo under 19 2012
- European League 2014
- Montreux Volley Masters 2015
- Giochi europei 2015
- Campionato mondiale under 23 2015
- Montreux Volley Masters 2016

### Premi individuali
- 2014 - European League: MVP
- 2015 - Voleybol 1. Ligi: Miglior muro
- 2015 - Campionato mondiale under 23: Miglior centrale
- 2017 - Campionato mondiale per club: Miglior centrale